# Теодора Дукина (дъщеря на Константин X Дука)
Теодора Дукина (на гръцки: Θεοδώρα Δούκαινα, 1058 – 1083) е византийска принцеса, дъщеря на император Константин X Дука и Евдокия Макремволитиса.
През 1075 г. в Константинопол, при изключително грандиозна церемония, Теодора е омъжена за венецианския дож Доменико Селво, който получил титлата протопроедър. По време на церемонията братът на булката, Михаил VII Дука, поставя върху главата на сестра си имперската диадема. Във Венеция Теодора пристига с богата зестра и огромна свита. Там обаче принцесата става изключително непопулярна заради аристократичните си обноски и изисканите си маниери, типични за разкошния византийски императорски двор. Нейното екстравагантно за времето си поведение, което изумява веннецианците, включва използването на вилици, купичка за изплакване на пръстите след ядене и салфетки.
Теодора умира през 1083 г. от злокачествено заболяване, което според венецианците е небесно наказание за неумерения ѝ начин на живот. Така, например, Петър Дамян, кардинал на Остия, споменава в една бележка „За съпругата на венецианския дож, чието тяло, поради прекомерната ѝ изтънченост, изгни изцяло“. Все пак не е редно да се приема, че сведението на Петър Дамян се отнася за Теодора, тъй като кардиналът на Остия не е могъл да напише нищо за нея – той умира през 1072 – три години преди сватбата на дожа. По-правилно би било бележката на Петър Дамян да се отнася за Мария Аргира и Джовани Орсеоло: тя – византийска принцеса, племенница на император Василий II Българоубиец, а той – син на венецианския дож Пиетро II Орсеоло. Мария се жени за Джовани в Константинопол около 1004 и пристига във Венеция около 1005 – 1006 г., а двамата умират от чума през 1007 г. Според различни оценки Петър Дамян е роден между 995 и 1007, от което следва, че той е бил най-много на 11 години, когато Джовани, Мария и синът им са пристигнали във Венеция.